# Acció Democràtica Nacionalista
Acció Democràtica Nacionalista (també conegut per les sigles ADN i en castellà, Acción Democrática Nacionalista) és un partit polític bolivià de dreta. La seva seu històrica era la Casa de la Democracia, situada a l'avinguda Uruguai de La Paz, la qual va ser incendiada i saquejada en els disturbis del 12 i 13 de febrer de 2003, i lliurada a l'Estat el 2007.

## Història
L'ADN va ser fundat el 23 de març de 1979 pel militar Hugo Banzer després que es va allunyar del poder. Posteriorment es va expandir incloent-hi el Partit d'Esquerra Revolucionària (PIR) i una facció de la Falange Socialista Boliviana (FSB). Com a líder de la ADN, Banzer va participar en les eleccions presidencials de 1979, 1980, 1985, 1989, 1993 i 1997. Va obtenir el tercer lloc els anys 1979 i 1980, i va obtenir la primera majoria relativa el 1985, però com que no va obtenir el 50% necessari per guanyar en primera ronda, el Congrés (d'acord amb la Constitució de Bolívia) havia de triar el nou cap d'estat. La seva candidatura va quedar en segon lloc, amb Víctor Paz Estenssoro.
El partit de Banzer en aquest moment va optar per donar suport al Moviment Nacionalista Revolucionari (MNR) en un govern de coalició. L'ADN va reclamar la seva autoria sobre algunes de les importants reformes econòmiques neoliberals instaurades pel president Paz per esquivar la galopant hiperinflació, reprimir els sindicats problemàtics i reduir la mida del govern. Banzer va quedar segon en les eleccions de 1989, però va recolzar al Congrés al tercer finalista Jaime Paz Zamora, d'esquerra, que es va convertir en president de Bolívia amb ajuda de l'ADN. Novament, el partit va governar com el principal suport de la coalició governant, aquesta vegada sota Paz Zamora. L'ADN de Banzer va quedar segona el 1993, aquesta vegada per darrere de Gonzalo Sánchez de Losada (MNR).
Finalment, el 1997 Banzer va aconseguir ser escollit president de Bolívia de manera constitucional, als 71 anys. Va ser el primer exdictador en la història recent d'Amèrica Llatina en adherir-se a les polítiques democràtiques i retornar al poder mitjançant el vot popular. Durant el seu govern va llançar, sota l'ajuda dels Estats Units, un programa per lluitar contra el tràfic de drogues a Bolívia, el qual buscava l'erradicació de la coca, una estratègia considerada controversial. El 2001 se li va diagnosticar càncer de pulmó i, tot i que havia obtingut un període de 5 anys, Banzer va renunciar a la presidència el 7 d'agost de 2001. Va ser succeït pel seu vicepresident, Jorge Quiroga Ramírez. La salut de l'expresident va declinar ràpidament, i va morir el 5 de maig del 2002.
Quiroga es va convertir en líder i hereu natural de l'ADN, però quan va competir per la presidència a les eleccions de 2005, ho va fer com a candidat de la coalició de centredreta coneguda com a Poder Democràtic Social (PODEMOS), que va incloure gran part de l'ADN. El seu principal oponent va ser Evo Morales del Moviment al Socialisme (MAS). Morales va guanyar l'elecció i Quiroga va finalitzar en un distant segon lloc, amb el 28,6% dels vots.
Si bé el partit va tenir poca participació política des de 2006, l'ADN encara es troba inscrita com a partit polític en els organismes pertinents a Bolívia. El partit registrava 217.915 militants inscrits l'any 2013.